# 巴斯特尔区
巴斯特尔区是瓜德罗普（法国海外省）所辖的一个区。总面积854平方公里，总人口175691，人口密度206人/平方公里（1999年）。主要城镇为巴斯特尔。

## 辖区
巴斯特尔区辖有17个县,共有18个市镇。